# 太田駅 (大邱広域市)
太田駅（テジョンえき）は、大韓民国大邱広域市北区にある大邱交通公社（DTRO）3号線の駅である。駅番号は318。

## 駅構造
相対式ホーム2面2線の高架駅。
のりば
※のりば番号の設定は無し。
| 上り | ●大邱都市鉄道3号線 | 鳩岩・漆谷雲岩・漆谷慶大病院方面 |
| 下り | ●大邱都市鉄道3号線 | 梅川・梅川市場・龍池方面         |

## 駅周辺
- 太田治安センター
- 大邱国土管理事務所
- 太田2洞住民センター
- 大邱太岩初等学校
- 太田中央市場
- 世宗マート

## 歴史
- 2015年4月23日: 3号線の開業とともに開業。

## 写真

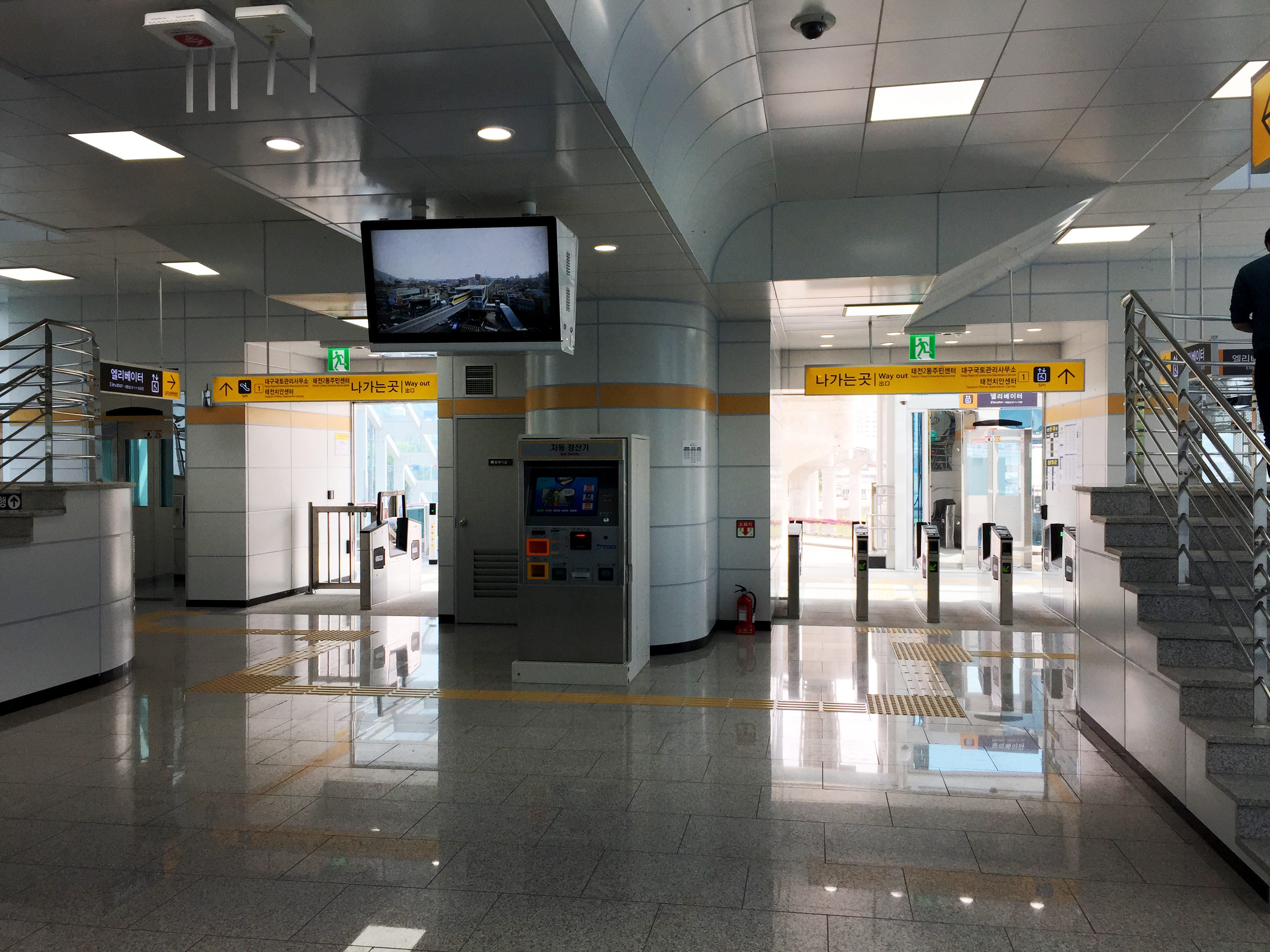
改札口
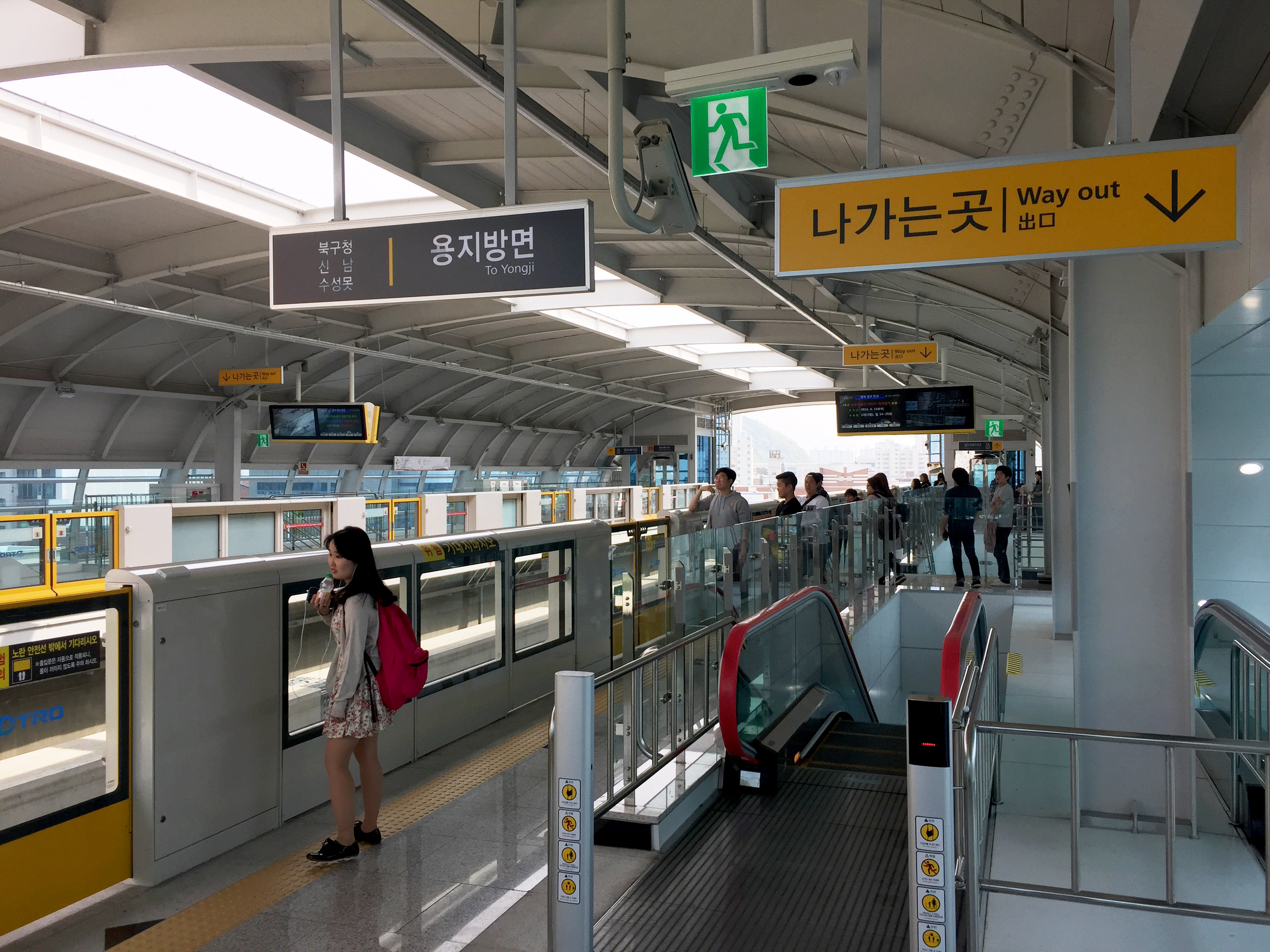
乗り場
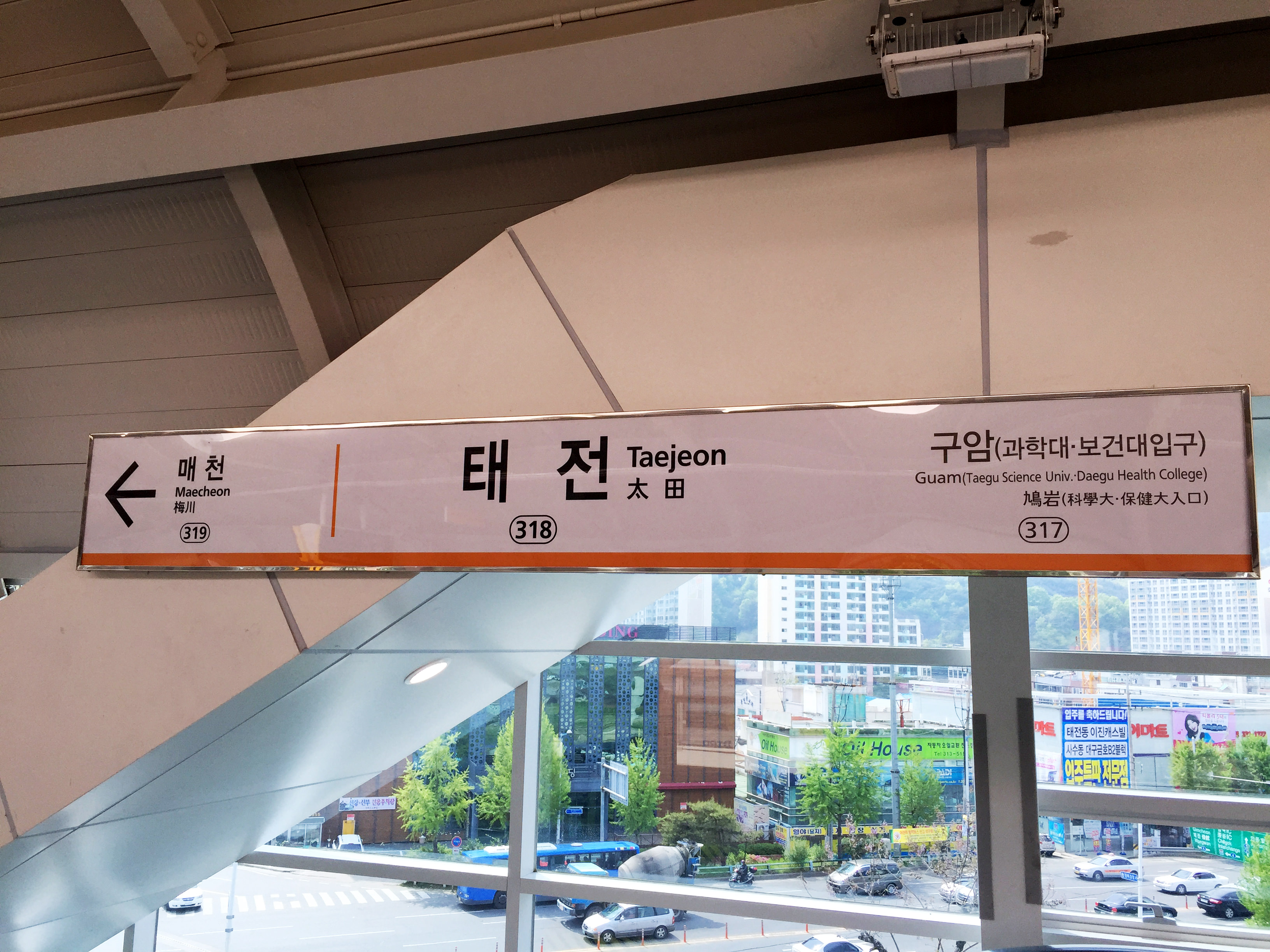
駅名標

## 隣の駅
大邱交通公社
●3号線
鳩岩駅 (317) - 太田駅 (318) - 梅川駅 (319)